# Rhorus clapini
Rhorus clapini är en stekelart som först beskrevs av Léon Abel Provancher 1876.  Rhorus clapini ingår i släktet Rhorus och familjen brokparasitsteklar. Inga underarter finns listade i Catalogue of Life.